# Otyń
Otyń (německy Deutsch-Wartenberg nebo Wartenberg), je město v západním Polsku v Lubušském vojvodství v okrese Nowa Sól v gmině Otyń. Nachází se na řece Śląska Ochla a na levém břehu řeky Odra v Dolním Slezsku a mezoregionech Obniżenie Nowosolskie a Kotlina Kargowska. V roce 2022 zde žilo 1 702 obyvatel.

## Historie

### Do druhé světové války
První zmínka o Otyni pochází z roku 1322, kdy se nazýval Wartinberg. Bylo to otevřené město bez opevnění patřící do Zaháňského knížectví. Měl městská práva v letech 1329–1945. V 15. století také patřil Českému království. V letech 1649–1776 patřil jezuitskému řádu. V roce 1702 zde vypukl požár, který zničil velkou část města. V Otyni bylo postaveno nádraží v roce 1907.

### Do druhé světové války po současnost
Dne 14. února 1945 byl Otyń bez bojů obsazen sovětskou armádou, kde při okupaci města byla vypálena továrna na kola a vykraden klášter. Po válce došlo vystěhování německých obyvatel a byl utlumen rozvoj města. V letech 1975–1998 město patřilo do již zaniklého Zelenohorského vojvodství. V roce 1970 zde žilo asi 1100 lidí.

## Památky
Do zemského rejstříku památek jsou zapsány tyto památky:
- Historická urbanistická zástavba od 14. do 19. století, jednotlivé domy ve městě a zespół folwarczny (farma).
- Farní pozdně gotický kostel z Povýšení svatého kříže (''kościół parafialny pw. Podwyższenia Krzyża Świętego'') z roku 1585, který byl několikrát přestavován a jeho věž rekonstruována v letech 2013-2014 po jejím zřícení 8. srpna 2012.[5][6]
- Komplex jezuitského kláštera, 16.-17. století, 1703-1721:
  - kostel
  - zřícenina gotického hradu Zamek w Otyniu z 15. století, později jezuitského kláštera
- Radnice na náměstí Rynek, pozdně klasicistní z 18. stol.

## Partnerská města
- Cumaň, Ukrajina
- Falkenberg/Elster, Německo
- Zuberec, Slovensko

## Galerie

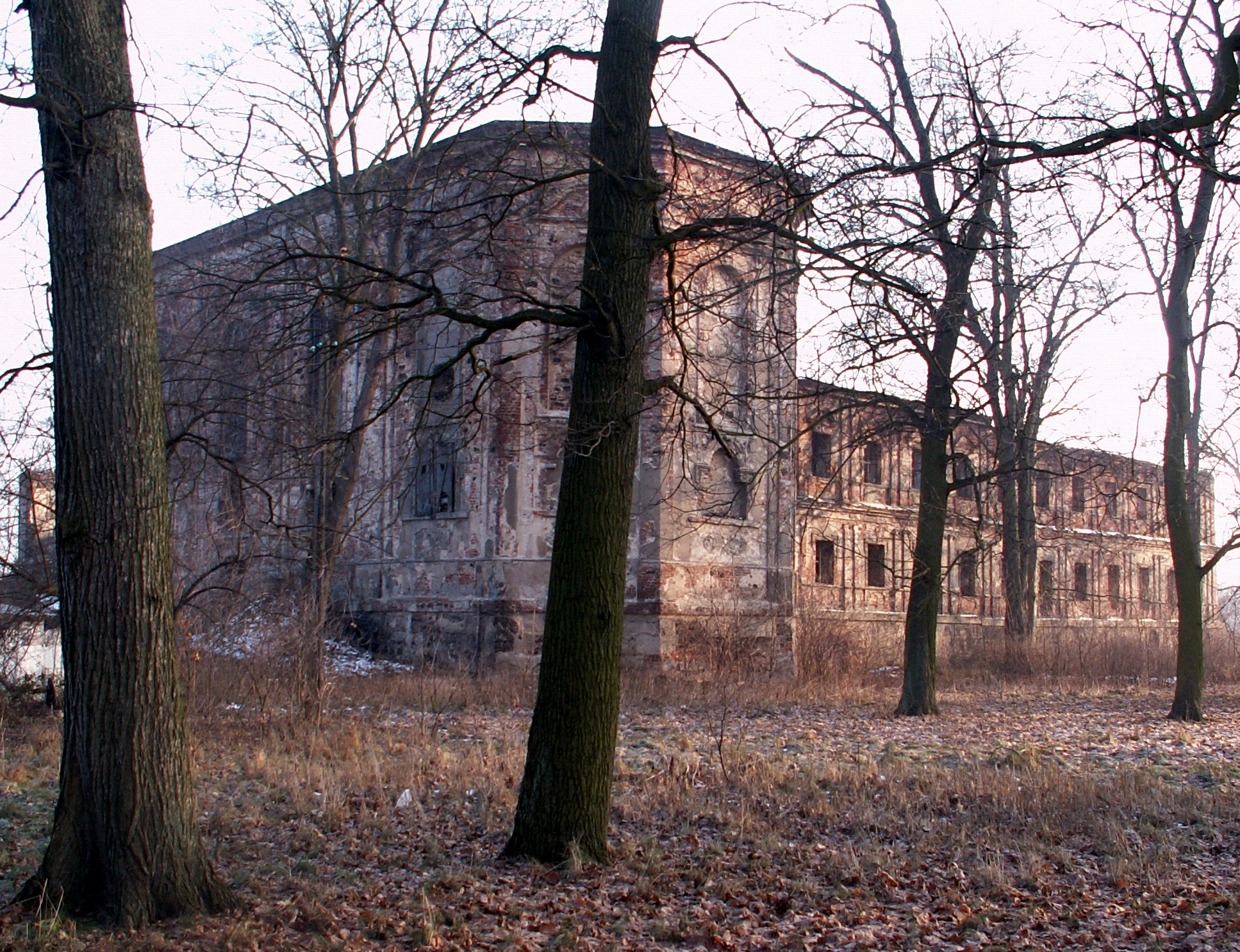
Zřícenina hradu
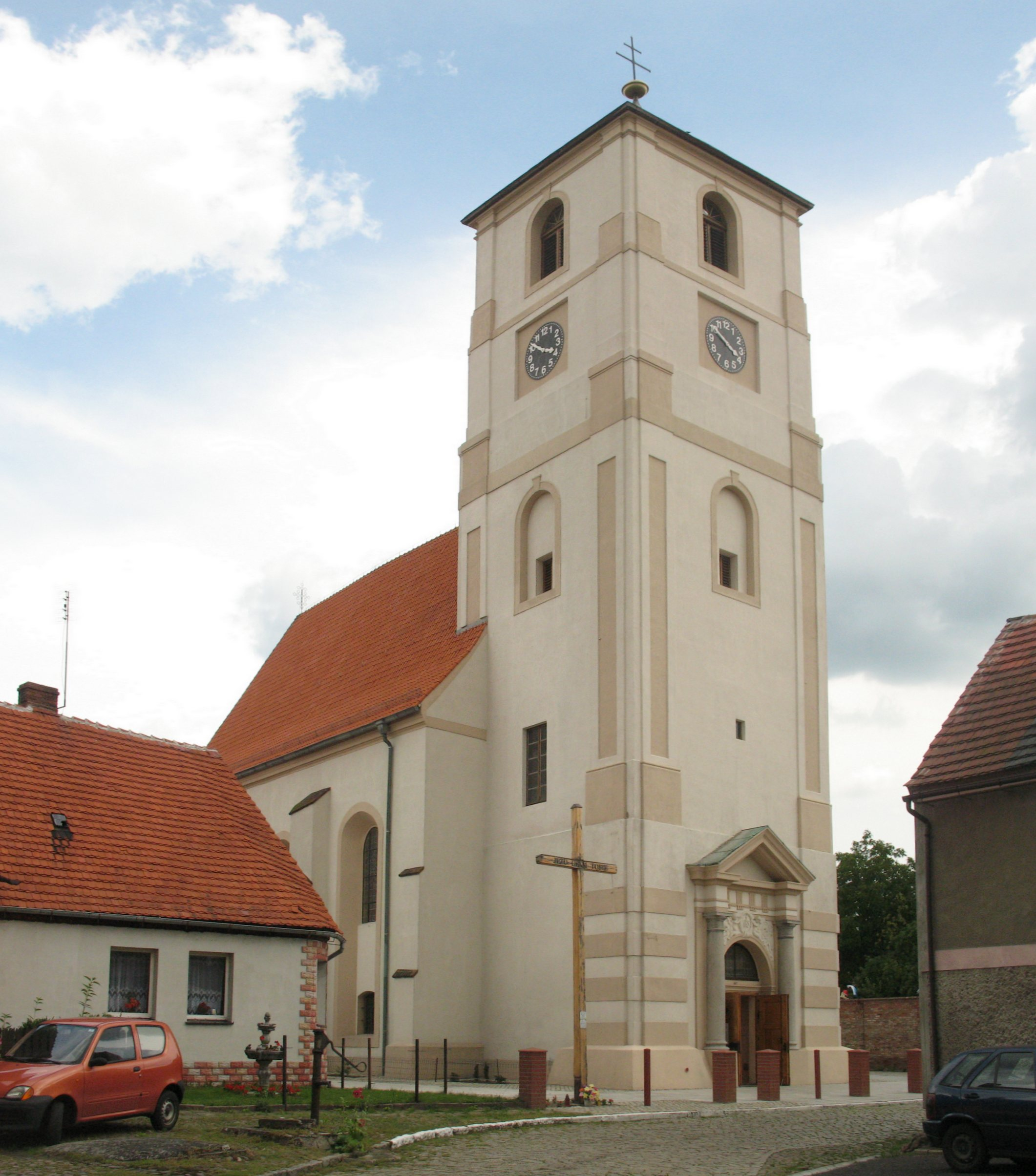
Kostel sv. Povýšení svatého kříže
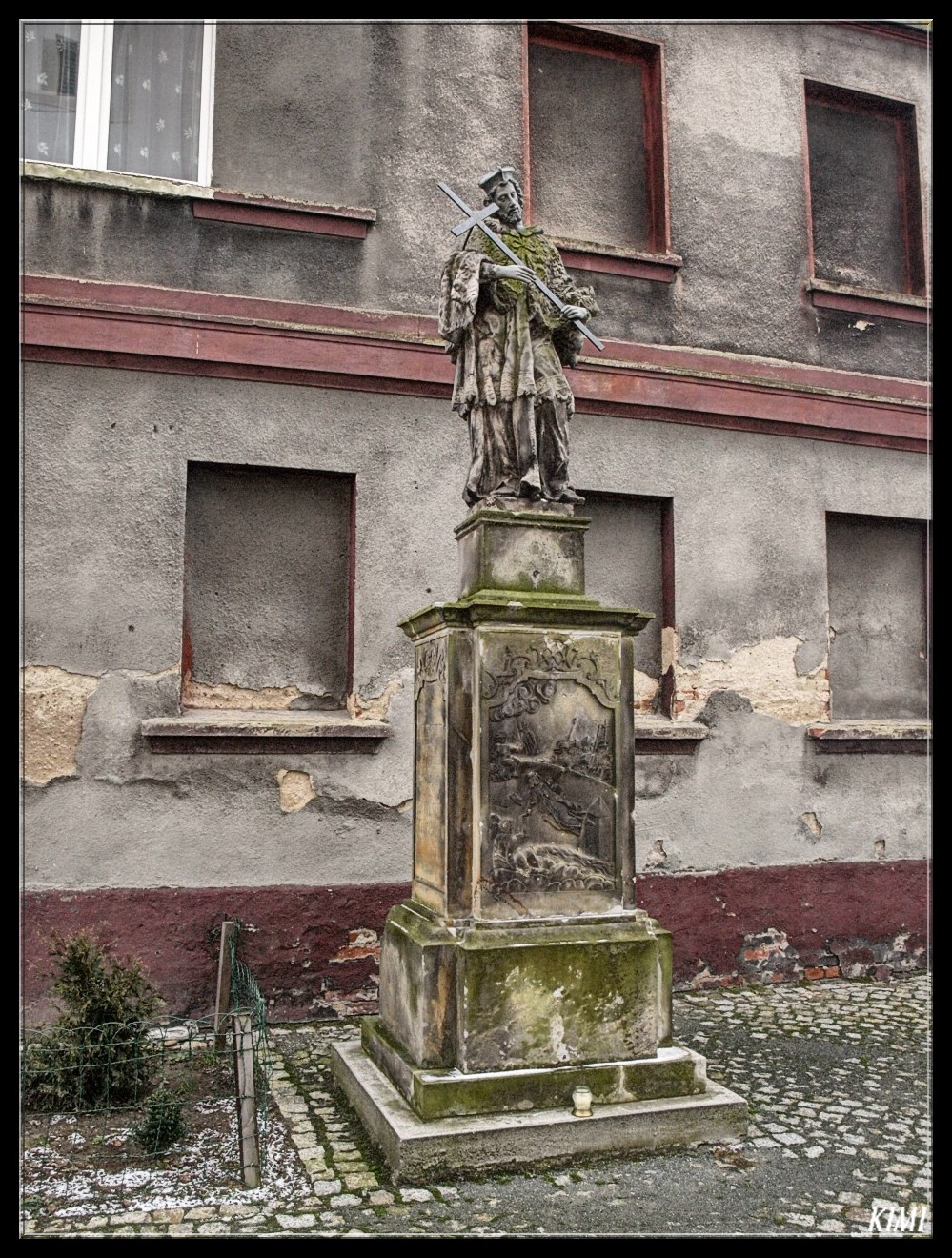
Postava svatého Jana Nepomuckého
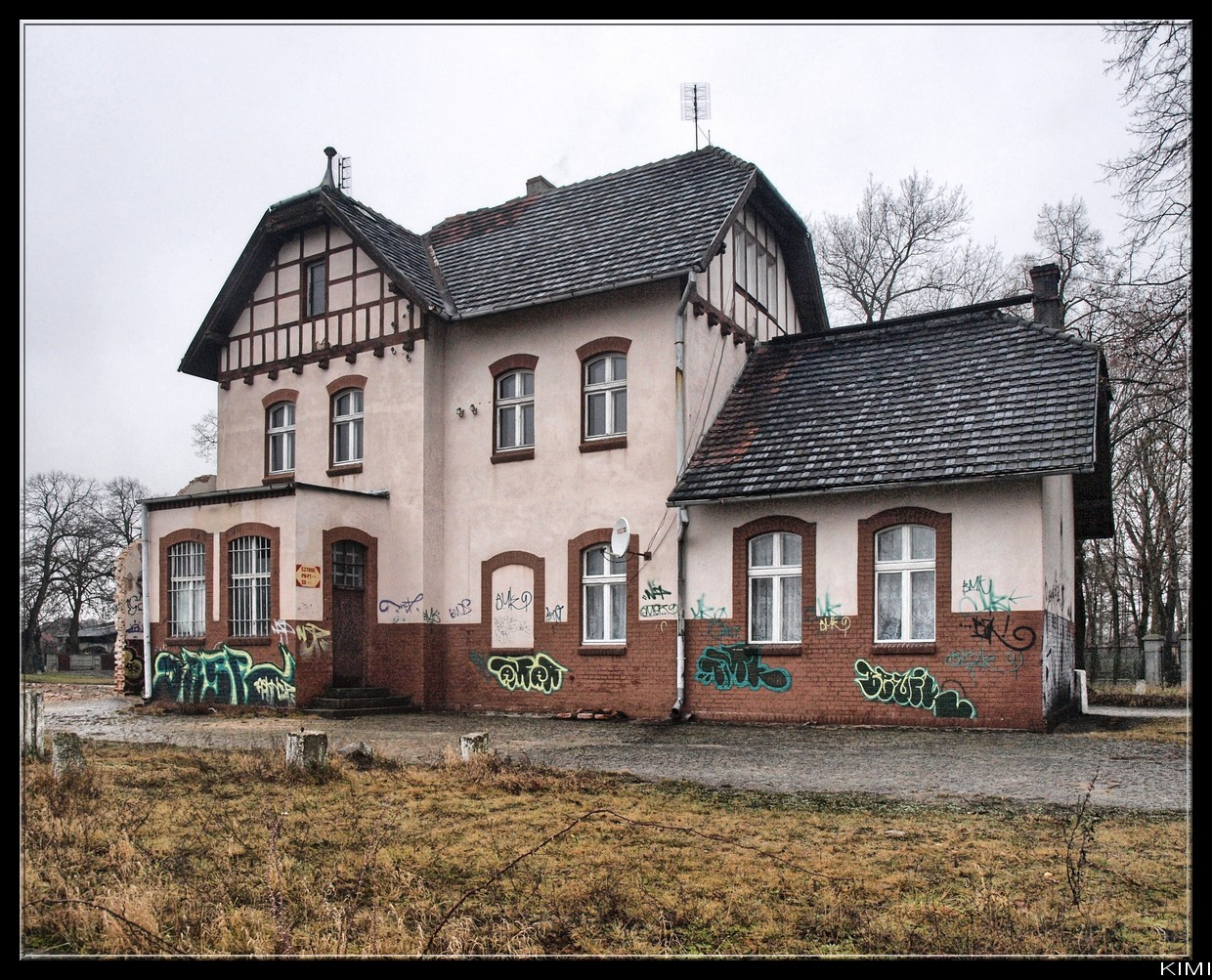
Nádraží v Otyni
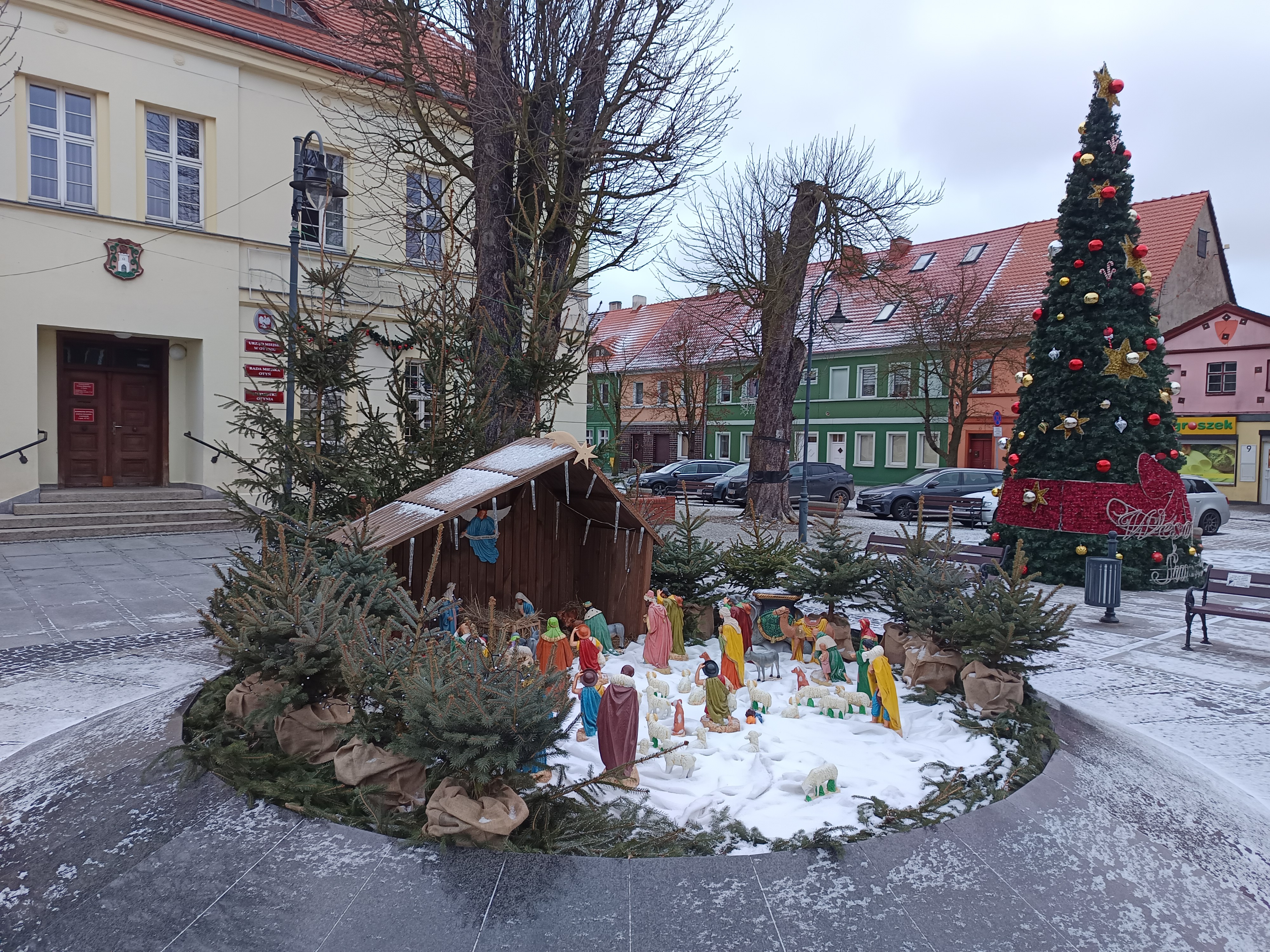
náměstí Rynek